# Invincibles Amants
Pour plus de détails, voir Fiche technique et Distribution.
Invincibles Amants (Ακατανίκητοι εραστές (Akatanikiti erastés)) est un film grec réalisé par Stavros Tsiolis et sorti en 1988.

## Synopsis
Le jeune Vassilis, 12 ans, s'enfuit de son orphelinat. Après avoir erré dans Athènes, il prend le train pour Tripoli, sa ville natale. Il se promène ensuite dans les montagnes d'Arcadie. Il croise une jeune femme dont la voiture est tombée en panne. Il s'attache à elle et passe tout l'été avec elle. Il rejoint ensuite la maison de sa grand-mère, tombée en ruines. Seul, il retourne à Tripoli où il trouve divers petits boulots pour survivre. Le jour de son saint patron (équivalent grec de l'anniversaire), la saint-Basile, donc le 2 janvier, il décide de quitter la grande ville pour retourner dans son village.

## Fiche technique
- Titre : Invincibles Amants
- Titre original : Ακατανίκητοι εραστές (Akatanikiti erastés)
- Réalisation : Stavros Tsiolis
- Scénario : Stavros Tsiolis
- Direction artistique :
- Décors :
- Costumes :
- Photographie : Vassilis Kapsouros
- Son : Costas Poulatzas et Thanassis Arvanitis
- Montage :
- Musique :
- Production :  Centre du cinéma grec
- Pays d'origine :  Grèce
- Langue : grec
- Format :  Couleurs 35 mm
- Genre : Comédie sociale
- Durée : 80 minutes
- Dates de sortie : 1988

## Distribution
- Tassos Miliotis
- Olia Lazaridou

## Récompenses
- Festival du cinéma grec 1988 (Thessalonique) : meilleur film, meilleur réalisateur, meilleure image
- Sélectionné au Festival des films du monde de Montréal 1989